# Aldea folclórica de Corea
La aldea folclórica de Corea (en hangul, 한국민속촌) o El parque folclórico de Corea es un conocido lugar de turismo en la ciudad Yongin en el Área de la Capital Nacional de Seúl (ACNS), la provincia Gyeonggi, en Corea del Sur. La aldea folclórica de Corea es un lugar muy popular entre los extranjeros y los coreanos también. Está ubicado cerca de Everland, el columpio más grande de Corea.
El objeto es exhibir elementos de la cultura coreana en aspectos tradicionales. Se divide en exhibiciones varias. Por ejemplo, hay tipos de las casas de inquilinos, propietarios y aristocracias (yangban) durante la dinastía Joseon. Como el sistema de los estamentos fijó el volumen o el número de habitaciones, eran casas diferentes desde los materiales de tejados hasta estructura. Además, el clima llevó a que hubiera grandes diferencias sobre la forma del hogar. Por ejemplo, la casa especial llamada Udegi(en Hangul:우데기) conserva calor durante el invierno en la isla de Ulleung cuya cantidad de nieve superó los 100 cm, mientras la modernización de Corea ha construido gran cantidad de apartamentos sin conservación de los hogares tradicionales. Por eso la aldea intenta guardar las casas únicas de Corea, que solamente existen en lugares diferentes a través de la península coreana.

## Establecimiento
Hay equipamientos como el mercado en las calles, los restaurantes tradicionales y la tienda de herreros o carpinteros coreanos para mostrar una imagen del comercio. Por otro lado, el parque representa unos bailes tradicionales coreanos, danza coreana y la ceremonia tradicional de casamiento.
La sección del columpio enseña los juegos coreanos, el museo del arte y el jardín de escultura. El museo Folclórico coreano y el museo Folclórico del mundo sirve puntos de diferencia y contactos en el mundo. 
La aldea ha usado como el sitio de filmación para Munhwa Broadcasting Corporation en las escenas del mercados o hogares de clase plebeya.

## Galería

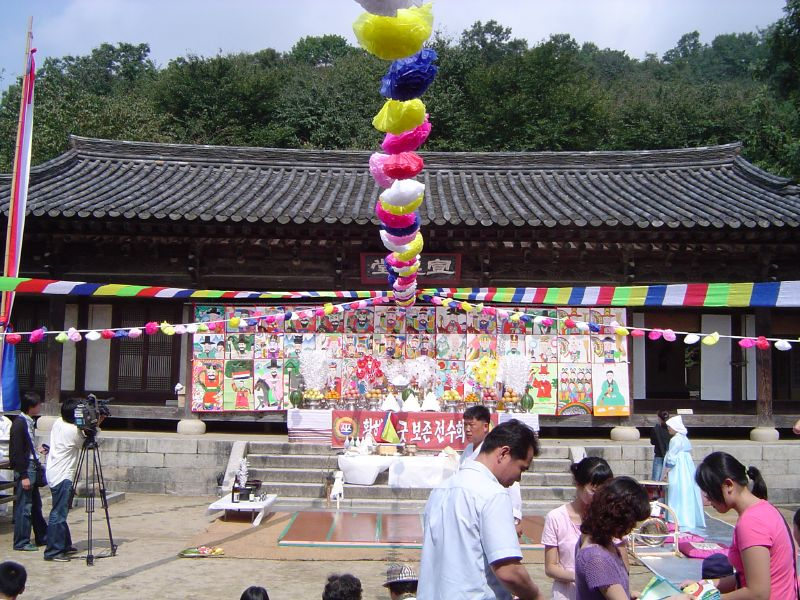
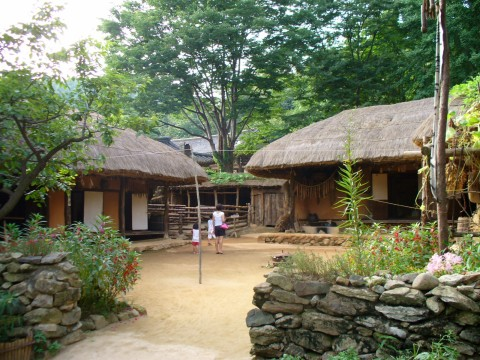
La casa tradicional
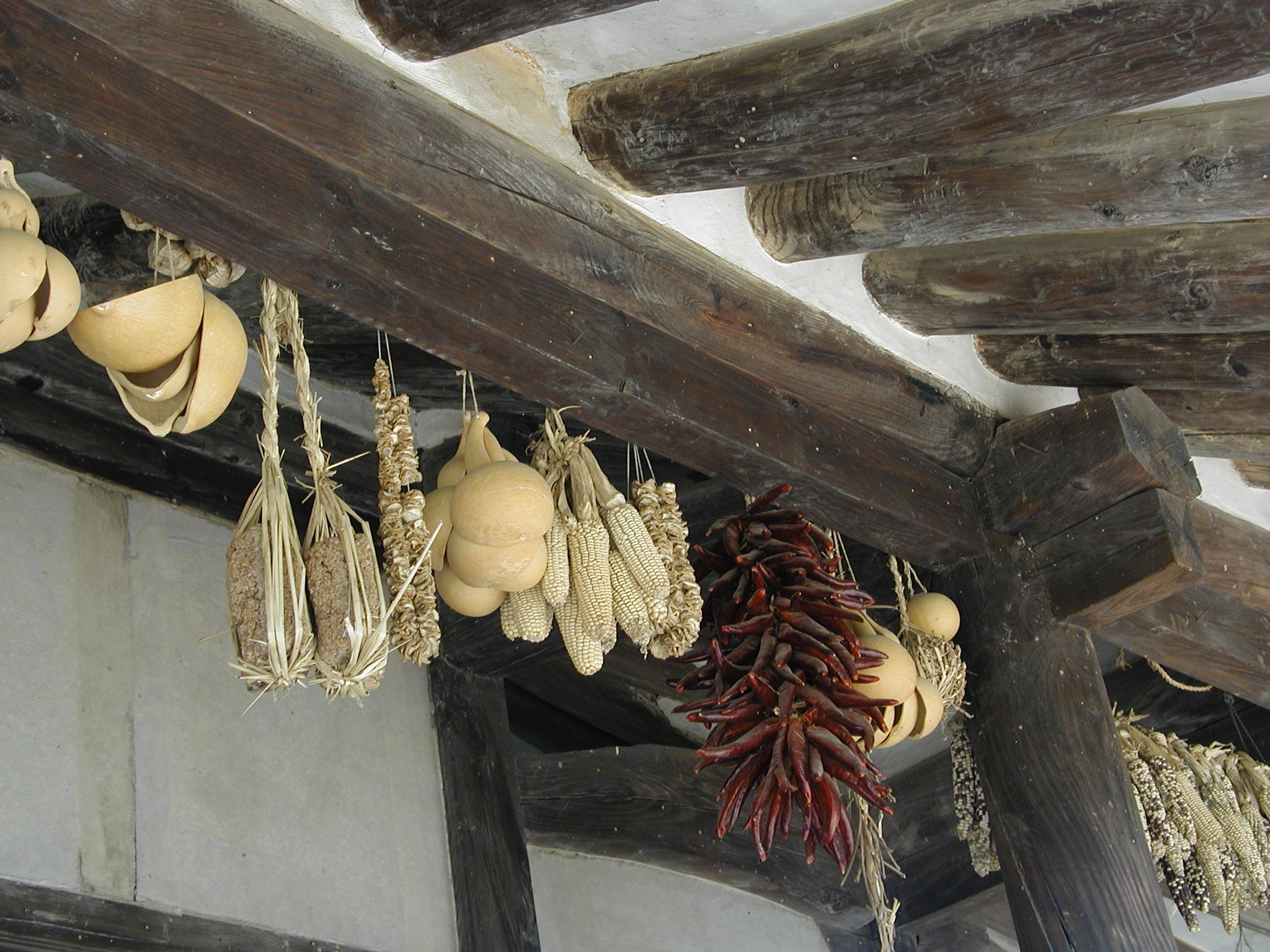
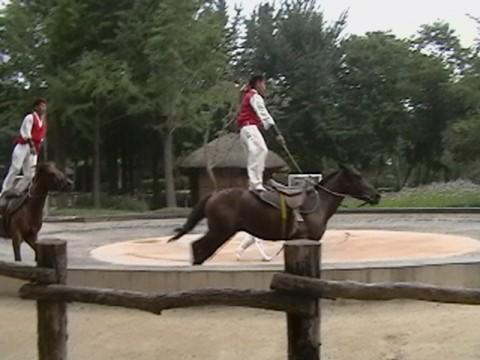
Equitación
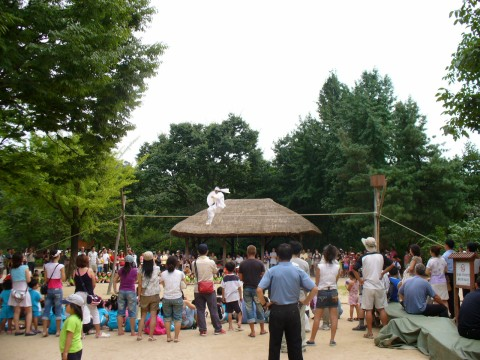
funámbulo
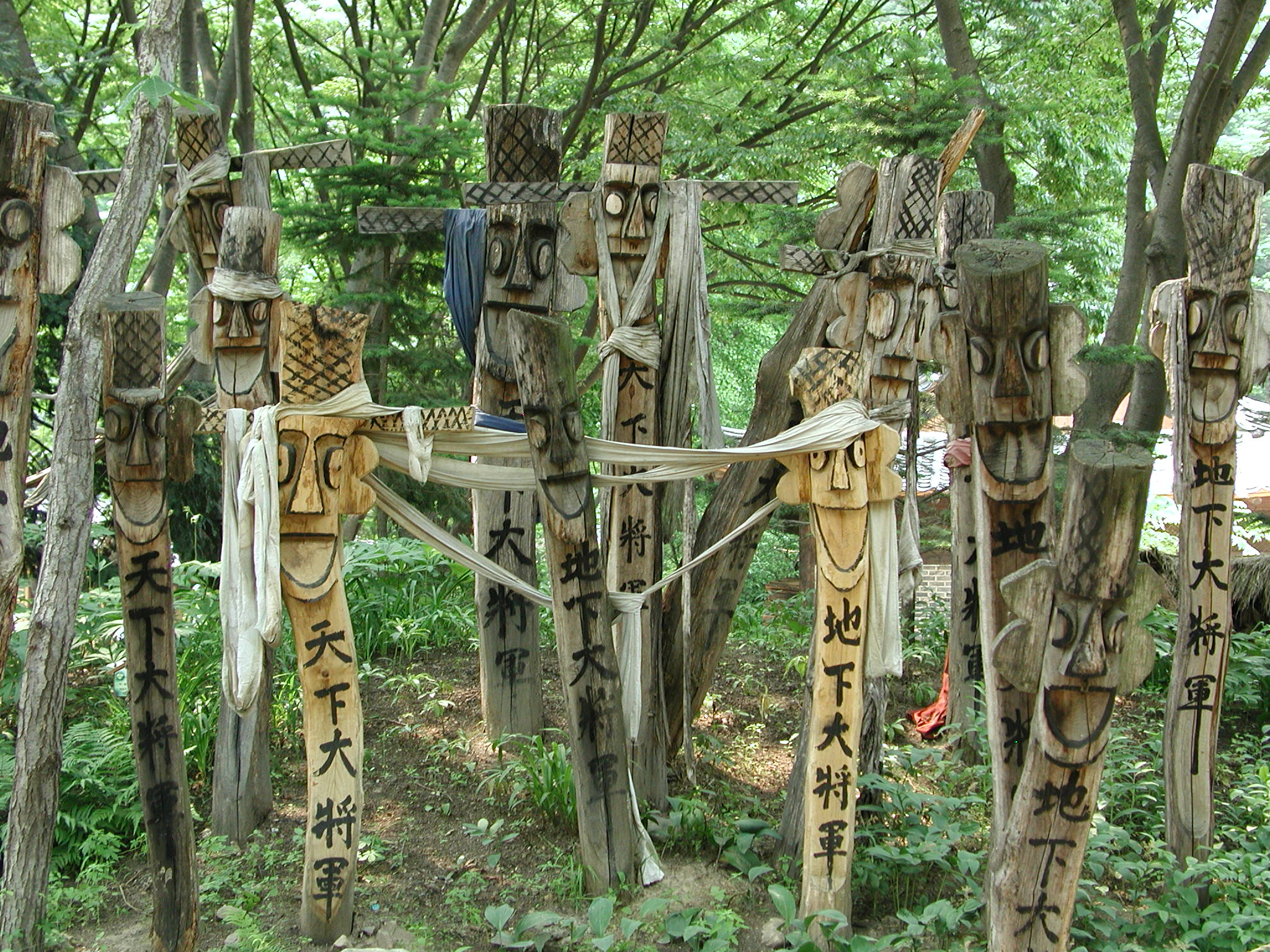
Jangseung, la escultura de mijero en chamanismo coreano
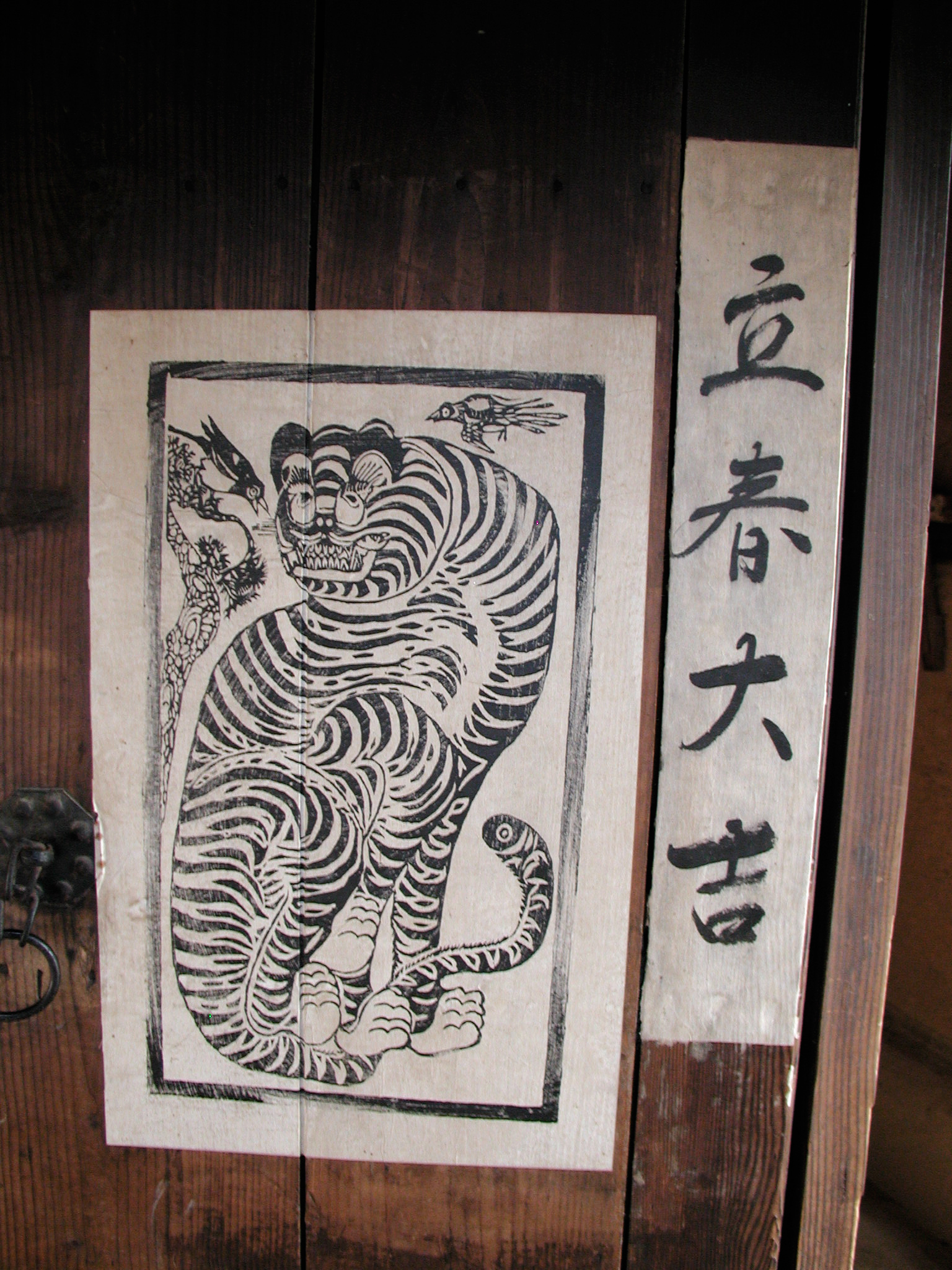
Una pintura que dice que "Comienzo de la primavera con gran fortuna(입춘대길)
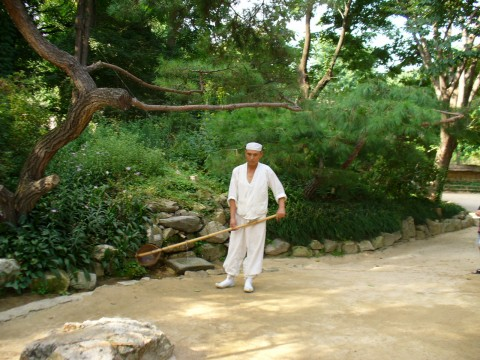
Granjero
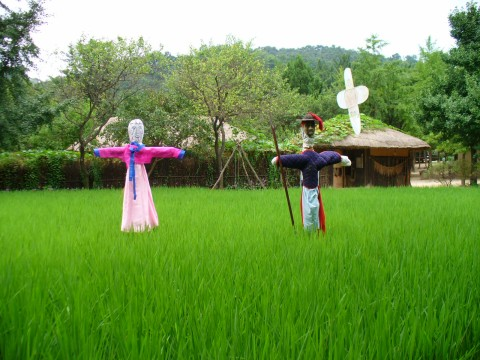
Espantapájaros coreanos
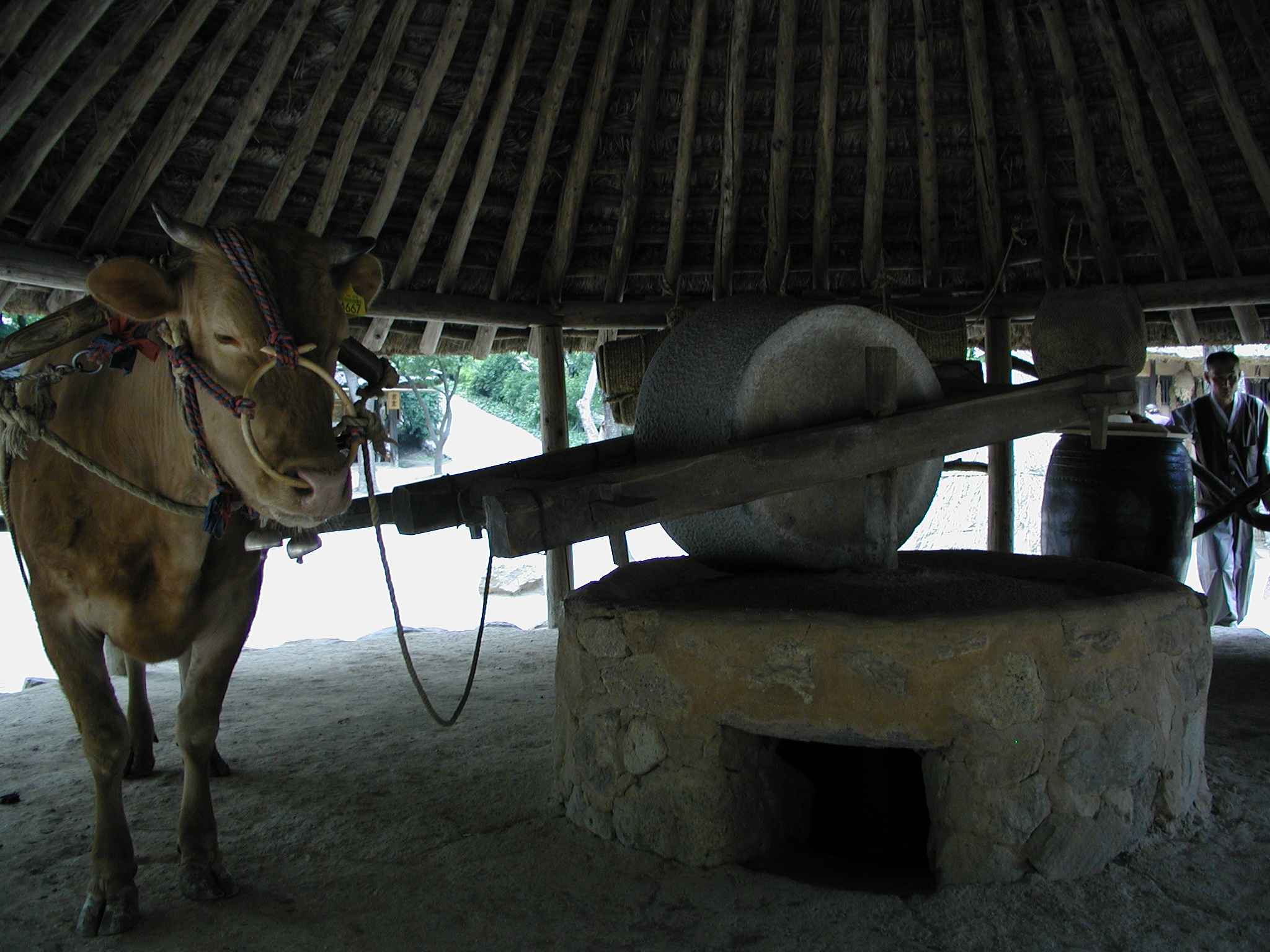
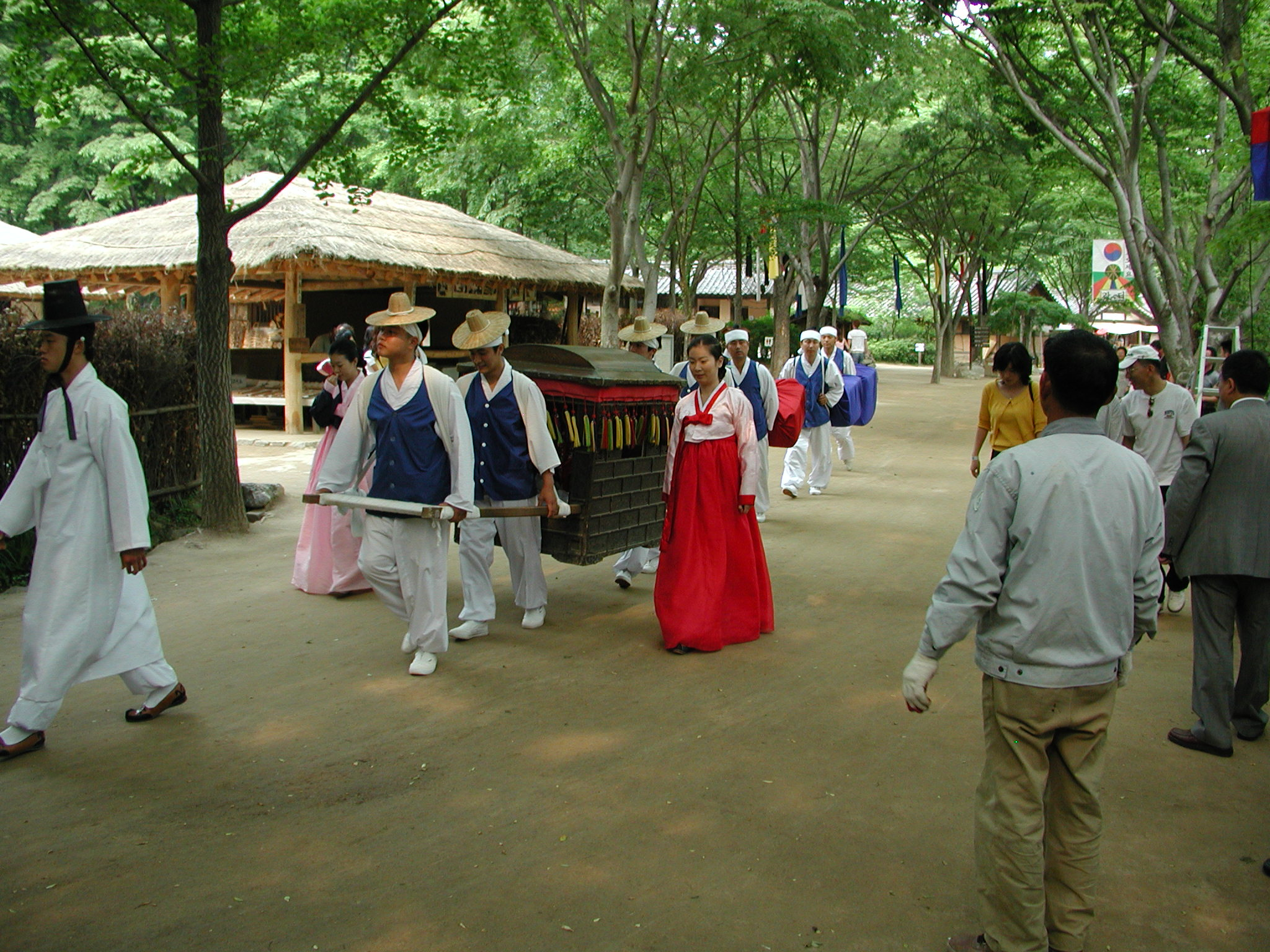
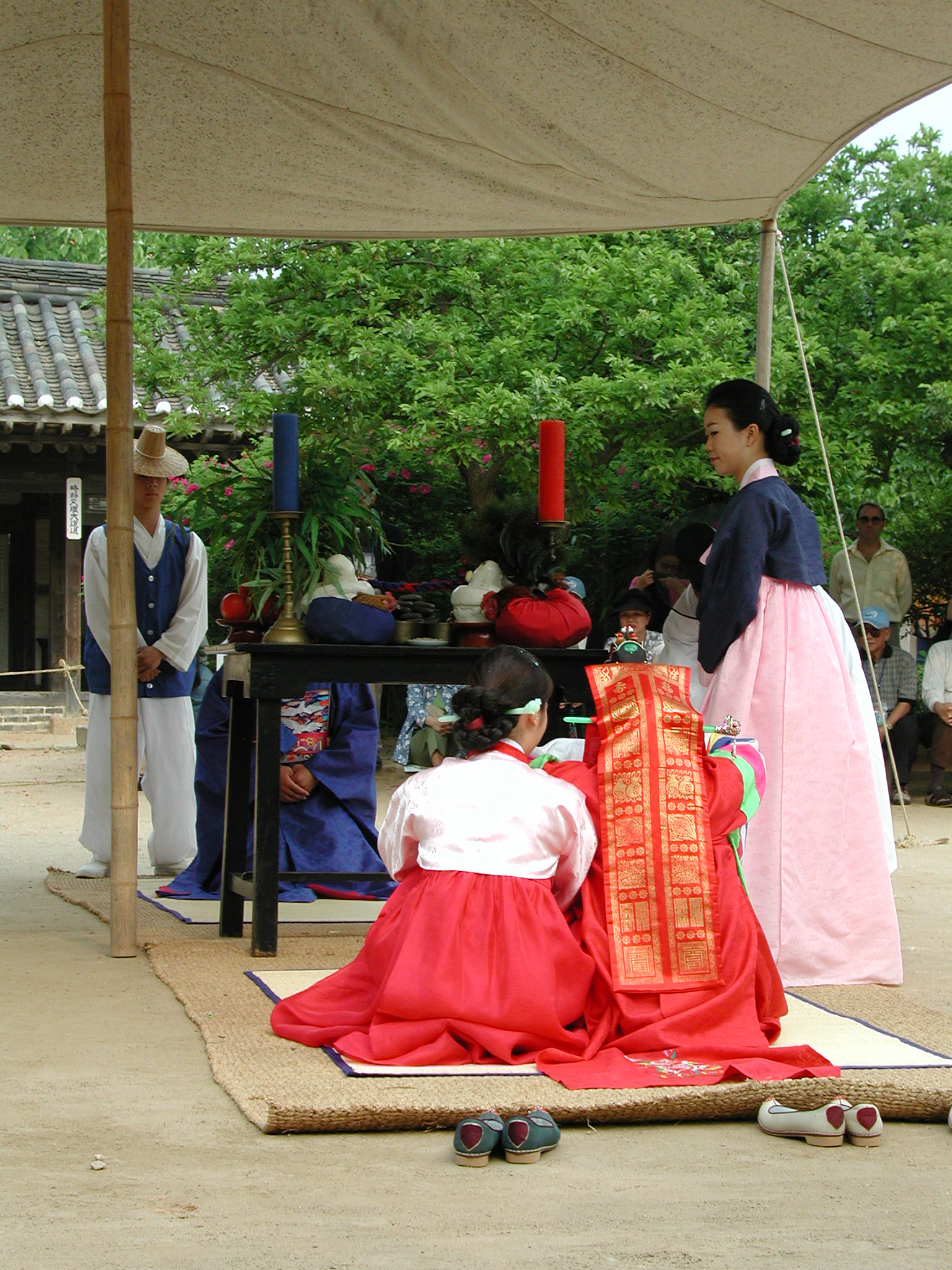
La ceremonia de casamiento